# Curkovec
Curkovec falu Horvátországban Zágráb megyében. Közigazgatásilag Szentivánzelinához tartozik.

## Fekvése
Zágrábtól 24 km-re északkeletre, községközpontjától 4 km-re délre a megye északkeleti részén fekszik.

## Története
Curkovec első írásos említése 1222-ben történt „Péter fia Gurk földje” néven. Nevét egykori birtokosáról, az 1259-ben is említett Gurk zágrábi ispánról kapta. Eredeti alakja Gurkovec volt és csak később torzult mai formájára.
A település lakosságát 1948-ban számlálták meg először, ekkor 137, 2001-ben 100 lakosa volt.

## Külső hivatkozások
- Szentivánzelina község hivatalos oldala
- Ivan Kalinski: Ojkonimija zelinskoga kraja. Zagreb. 1985.